# Ionel Arsene
Ionel Arsene (n. 11 septembrie 1972, Grumăzești, România) este un politician român, fost președinte al Consiliului Județean Neamț din partea PSD din 2016, deputat în Parlamentul României în mandatul 2012-2016 din partea PSD Neamț. Ionel Arsene a candidat pentru Camera Deputaților la alegerile parlamentare din 2008 și la cele din 2012 în colegiul 7 Neamț. Ionel Arsene a fost președinte al PSD Neamț începând din 2013. Pe data de 10 martie 2023 a fost condamnat definitiv de Curtea de Apel Brașov la 6 ani și 8 luni de închisoare pentru că în 2013 ar fi luat bani pentru a interveni la conducerea (ANI) să înlăture un rival puternic. A plecat din țară în urma condamnării, iar la 27 martie 2023 s-a predat autorităților din Italia.

## Studii și specializări
- 1986-1990 - Liceul industrial Stefan cel Mare, Tg. Neamț
- 2004-2007 - USAMV Bucuresti - Facultatea de Management, Inginerie Economica in Agricultura si Dezvoltare Rurala, inginer economist
- 2002-2008 - UNAP Securitate si Aparare Nationala

## Activitate profesională
- 1994-2012 - SC Rokvcom Prestige SRL, administrator (a renunțat la ocupația profesională pentru a se dedica posturii de deputat)

## Funcții, activități într-un partid politic
- PSD Neamț
- Președinte al PSD Neamț din 2013
- Funcții, activități în organizații internaționale

- 2007 presedinte ROTARY International Neamt

## PSD Neamț
Ionel Arsene a fost reconfirmat în funcția de președinte al PSD Neamț în cadrul Conferinței extraordinare de alegeri care a avut loc, sâmbătă, la Piatra Neamț.
Mandatul de președinte al organizației va fi pentru un an de zile, urmând ca în 2021 să aibă loc Conferința ordinară de alegeri.
La câteva zile după prăbușirea Podului de la Luțca (9 iunie 2022), pe 16 iunie 2022, Ionel Arsene a confirmat că s-a autosuspendat din funcția de președinte PSD Neamț.

## Președinte al Consiliului Județean Neamț
În urma alegerilor locale din 2016, Ionel Arsene devine președinte al Consiliului Județean Neamț.
Proiectul „Porțile Neamțului”, care constă în realizarea unui semnal de intrare amplasat singular sau sub formă de portal, pe arterele principale de intrare în județul Neamț. Suma cheltuită este de 8.054.337 lei.
A finalizat activitățile descrise în proiectul „Sistem de Management Integrat al Deșeurilor în Județul Neamț”, proiect prioritar în cadrul Programului Operațional Sectorial „Mediu” 2007 - 2013.
A demarat un proiect pentru construirea unui nou spital de urgență la Piatra Neamț.
În februarie 2019, a organizat la Palatul Parlamentului un vernisaj dedicat memoriei Vioricăi Agarici, personalitate din Roman inclusă de statul Israel pe lista celor „Drepți între popoare”.
În timpul mandatelor sale de președinte al CJ Neamț (2016-2020, 2020-prezent), CJ Neamț și institutiile subordonate au fost capete de afiș în mai multe scandaluri sau tragedii:
- 14 noiembrie 2020 - incendiul la ATI al Spitalului Judetean Neamt (10 pacienti decedati in acea seara, alti 5, ulterior, la un asa-zis spital modular la Letcani).
La acest spital, Arsene a schimbat vreo 10 directori in 2 ani. La momentul incendiului era director interimar Lucian Micu (numit de Arsene), fost primar de Roman declarat incompatibil de ANI, care a pierdut definitiv in instanta, demis de prefect.
- 9 iunie 2022 - se prabuseste Podul de la Luțca (peste siret, între satele Luțca și Sagna), modernizat de CJ Neamț cu 8 milioane de lei. În noiembrie 2021, Arsene anunța redeschiderea circulației pe Pod și garanta personal siguranța circulației.

## Acuzații de corupție
La data de 18 ianuarie 2018, DNA a dispus trimiterea în judecată a lui Ionel Arsene sub acuzația de trafic de influență. Acesta este suspectat că, în anul 2013 când deținea funcțiile de deputat în Parlamentul României și președinte al organizației județene Neamț a unui partid politic, ar fi primit o sumă de bani pentru a-și folosi influența pe care a lăsat să se creadă că o are asupra unor persoane din conducerea ANI. DNA, la 06 iulie 2018, a dispus urmărirea penală a lui Ionel Arsene, într-un nou dosar, sub acuzația de trafic de influență. El este suspectat că ar fi cerut ca lucrări dintr-un contract să fie atribuite unei firme agreate de acesta.
La data de 6 aprilie 2022, Ionel Arsene a fost condamnat de Tribunalul Bacău la 8 ani și 4 luni de închisoare, cu executare, cu drept de apel. Apelul s-a judecat la Curtea de Apel Brașov, ca urmare a aprobării cererii de strămutare a dosarului de la Curtea de Apel Bacău. La data de 10 martie 2023, Arsene a fost condamnat de către această instanță la 6 ani și 8 luni de închisoare, cu executare, decizia fiind definitivă.
Pe data de 16 mai 2022, ANI a anunțat că a sesizat Parchetul Înaltei Curți, acuzându-l pe Ionel Arsene de avere dobândită nejustificat.